# Lijst van voetbalinterlands Colombia - El Salvador
Deze lijst van voetbalinterlands is een overzicht van alle officiële voetbalwedstrijden tussen de nationale teams van Colombia en El Salvador. De landen speelden tot op heden acht keer tegen elkaar. De eerste ontmoeting, een vriendschappelijke wedstrijd, werd gespeeld op 21 februari 1938 in Panama-Stad. Het laatste duel, eveneens een vriendschappelijke wedstrijd, vond plaats in Harrison (Verenigde Staten) op 10 oktober 2014.

## Wedstrijden
| № | Plaats          | Datum            | Competitie        | Wedstrijd              | Uitslag |
| - | --------------- | ---------------- | ----------------- | ---------------------- | ------- |
| 1 | Panama-Stad     | 21 februari 1938 | Vriendschappelijk | Colombia – El Salvador | 3 – 2   |
| 2 | Mexico-Stad     | 9 maart 1954     | Vriendschappelijk | El Salvador − Colombia | 2 − 2   |
| 3 | Miami           | 5 mei 1994       | Vriendschappelijk | Colombia – El Salvador | 3 – 0   |
| 4 | East Rutherford | 7 september 1997 | Vriendschappelijk | El Salvador – Colombia | 2 – 2   |
| 5 | East Rutherford | 29 mei 1999      | Vriendschappelijk | El Salvador – Colombia | 2 – 1   |
| 6 | Washington D.C. | 28 april 2004    | Vriendschappelijk | El Salvador – Colombia | 0 – 2   |
| 7 | Houston         | 7 augustus 2009  | Vriendschappelijk | Colombia – El Salvador | 2 – 1   |
| 8 | Harrison        | 10 oktober 2014  | Vriendschappelijk | Colombia – El Salvador | 3 – 0   |

## Samenvatting
| Competitie        | Totaal gespeeld | Winst Colombia | Gelijk | Winst El Salvador | Doelsaldo Colombia – El Salvador |
| ----------------- | --------------- | -------------- | ------ | ----------------- | -------------------------------- |
| Vriendschappelijk | 8               | 5              | 2      | 1                 | 18 − 9                           |
| Totaal            | 8               | 5              | 2      | 1                 | 18 − 9                           |

Wedstrijden bepaald door strafschoppen worden, in lijn met de FIFA, als een gelijkspel gerekend.

## Details

### Derde ontmoeting
| Vriendschappelijk (Miami, Verenigde Staten, 5 mei 1994): |              | |
| Colombia | 3 – 0        | El Salvador |
| Antony de Ávila 53' Iván Valenciano 65' Harold Lozano 85' | goals        | |
| Francisco Maturana | bondscoach   | Kiril Dojčinovski |
| José Maria Pazo Andrés Escobar Luis Carlos Perea Luis Fernando Herrera Wilson Pérez 57' Carlos Valderrama Gabriel Gómez 57' Harold Lozano Leonel Álvarez Antony de Ávila 57' Miguel Asprilla | opstellingen | Carlos Rivera Fernando Lazo Geovanni Trigueros Leonel Cárcamo Miguel Estrada 57'Nelson Rivera 81'José Alfredo Flores Mauricio Cienfuegos 85'Raúl Toro 85'Edgar Henríquez Raúl Díaz Arce |
| Néstor Ortíz 57' Mauricio Serna 57' Iván Valenciano 57' | wissels      | 57' Juan Agustín García 81' José María Batres 85' Osmel Zapata 85' Carlos Hernández |

### Vierde ontmoeting
| Vriendschappelijk (East Rutherford, Verenigde Staten, 7 september 1997): |              | |
| El Salvador | 2 – 2        | Colombia |
| Alexánder Amaya 6' Wilfredo Sanabria 79' | goals        | 48' Ricardo Pérez 69' Ever Palacios |
| Milovan Djorić | bondscoach   | Hernán Darío Gómez |
| Raúl Antonio Garcia Roberto Martínez Vladan Vicevic Luis Lazo Sergio Valencia José Guillermo Rivera Alexánder Amaya William Renderos José Luis Ferrera 46' Israel Castro Nidelson Silva | opstellingen | René Higuita 46' Flaminio Rivas Ever Palacios Alexis Mendoza 69' Harold Lozano John Wilmar Pérez Leonel Álvarez 77' John Mario Ramírez 46' Arley Betancourt Ricardo Pérez 46' Luis Zuleta |
| Wilfredo Sanabria 46' | wissels      | 46' Jairo Ampudia 46' Geovanny Hernández 46' Carlos Rodas 69' Roberto Carlos Cortés 77' Martín Zapata                                                                                     |

### Vijfde ontmoeting
| Vriendschappelijk (East Rutherford, Verenigde Staten, 29 mei 1999): |              | |
| El Salvador | 2 – 1        | Colombia |
| Elías Montes 47' Ronald Cerritos 63' | goals        | 24' Héctor Hurtado |
| ?? | bondscoach   | Javier Álvarez |
| Sergio Muñoz Roberto Hernández Alexander Merino Mario Guevara Nelson Flores 87' Roberto Martínez 57' Oris Velásquez 46' Jorge Rodríguez Ernesto Gochez 83' Ronald Cerritos 74' Raúl Díaz Arce | opstellingen | Agustín Julio Jersson González Pedro Portocarrero Manuel Galarcio 69' Roberto Cortés 46' Juan Ramírez Gustavo Del Toro Freddy Grisales Héctor Hurtado Edwin Congo 61' Orlando Ballesteros |
| Elías Montes 46' Guillermo Ramírez 57' Jorge Martínez 74' Magdonio Corrales 83' Oscar Ramírez 87'                                                                                             | wissels      | 46' Rubiel Quintana 61' Julián Téllez 69' Foad Máziri |

### Zesde ontmoeting
| Vriendschappelijk (Washington D.C., Verenigde Staten, 28 april 2004): |              | |
| Colombia | 2 – 0        | El Salvador |
| Luis Gabriel Rey 52' Frankie Oviedo 61' | goals        | |
| Reinaldo Rueda | bondscoach   | Juan Ramón Paredes |
| Miguel Calero 87' Gonzalo Martínez Luis Perea Arley Dinas Alexánder Viveros Juan Carlos Ramírez John Javier Restrepo 80' Víctor Pacheco 80' Arnulfo Valentierra 71' Luis Gabriel Rey Frankie Oviedo | opstellingen | Juan José Gómez 55' Marvin González 46' William Torres Otoniel Carranza Víctor Velásquez Alfredo Pacheco Gilberto Murgas 60' Erick Dowson Prado 8' Ronald Cerritos 81' Rudy Corrales 46' Diego Mejía |
| Eulalio Arriaga 70' Andrés Chitiva 71' Óscar Díaz 80' Juan Carlos Henao 87' | wissels      | 8' Alexander Campos 46' Denis Alas 46' Alex Erazo 55' Ramón Sánchez 60' Ernesto Góchez 81' José Martínez                                                                                             |
| - Debuut van Elkin Soto (Once Caldas) voor Colombia. |              | |

### Zevende ontmoeting
| Vriendschappelijk (Houston, Verenigde Staten, 7 augustus 2009): |              | |
| Colombia | 2 – 1        | El Salvador |
| Teófilo Gutiérrez 12' Humberto Mendoza 87' | goals        | 64' Juan Carlos Moscoso |
| Eduardo Lara | bondscoach   | Carlos de los Cobos |
| Agustín Julio Iván Vélez Humberto Mendoza Alexis Henriquez Luis Núñez Jhon Viáfara 77' Jairo Palomino Christian Marrugo Luis Fernando Mosquera 65' Teófilo Gutiérrez 65' Adrián Ramos 84' | opstellingen | Miguel Montes 58' Manuel Salazar Marvin González Alexander Escobar 46' Alfredo Pacheco 76' Óscar Jiménez Ramón Flores 52' Asael Romero Eliseo Quintanilla 40' Romeo Monteagudo 46' Jesús Reyes |
| Dorlan Pabón 65' Javier Araujo 65' Yulian Anchico 77' José Nájera 84' | wissels      | 40' Juan Carlos Moscoso 46' Deris Umanzor 46' Rudis Corrales 52' Denis Alas 58' Mardoqueo Henriquez 76' Salvador Coreas                                                                        |
| Alexis Henriquez 21' Christian Marrugo 48' Yulian Anchico 90' | gele kaarten | 23' Marvin González 59' Rudis Corrales 81' Salvador Coreas |

### Achtste ontmoeting
| Vriendschappelijk (Harrison, Verenigde Staten, 11 oktober 2014): |              | |
| Colombia | 3 – 0        | El Salvador |
| Radamel Falcao 8' Carlos Bacca 49' Carlos Bacca 51' | goals        | |
| José Pékerman | bondscoach   | Albert Roca |
| Camilo Vargas Pedro Franco 61' Éder Álvarez Balanta Santiago Arias Edwin Cardona 61' Carlos Carbonero 72' Pablo Armero Alexander Mejía Radamel Falcao 62' Carlos Bacca 66' James Rodríguez 82' | opstellingen | Henry Hernández Milton Molina 74' Alexander Mendoza Pablo Punyed Richard Menjívar 66' Marvin Monterrosa Néstor Renderos 69' Alexander Larín 85' Rafael Burgos 83' Andrés Flores Mejía 81' Arturo Álvarez |
| Jeison Murillo 61' Juan Fernando Quintero 61' Jackson Martínez 62' Adrián Ramos 66' Yimmi Chará 72' Abel Aguilar 82'                                                                           | wissels      | 66' Kevin Santamaría 69' Jaime Alas 74' Francisco García 81' Efraín Burgos 83' Ibsen Castro 85' Mikey Orellana                                                                                           |
| Pedro Franco 26' Alexander Mejía 43' James Rodríguez 71' | gele kaarten | |
| - Debuut van Camilo Vargas, Jeison Murillo en Edwin Cardona voor Colombia. |              | |

Colfútbol · A-internationals · Selecties · Statistieken · Bondscoaches · Colombiaans vrouwenelftal · Olympisch elftal · Colombia U20 · Colombia U17
1938 – 1949 ·
1950 – 1959 ·
1960 – 1969 ·
1970 – 1979 ·
1980 – 1989 ·
1990 – 1999 ·
2000 – 2009 ·
2010 – 2019 ·
2020 – 2029
WK 1962 · 
WK 1990 · 
WK 1994 · 
WK 1998 · 
WK 2014 · 
WK 2018
OS 1968 · 
OS 1972 · 
OS 1980 · 
OS 1992 · 
OS 2016
1938 · 
1939 · 1940 · 1941 · 1942 · 1943 · 1944 · 
1946 · 
1947 · 
1948 · 
1949 · 
1950 · 1951 · 1952 · 1953 · 1954 · 1955 · 1956 · 
1957 · 
1958 · 1959 · 1960 · 
1961 · 
1962 · 
1963 · 
1964 · 
1965 · 
1966 · 
1967 · 
1968 · 
1969 · 
1970 · 
1971 · 
1972 · 
1973 · 
1974 · 
1975 · 
1976 · 
1977 · 
1978 · 
1979 · 
1980 · 
1981 · 
1982 · 
1983 · 
1984 · 
1985 · 
1986 · 
1987 · 
1988 · 
1989 · 
1990 ·
1991 · 
1992 · 
1993 · 
1994 · 
1995 · 
1996 · 
1997 · 
1998 · 
1999 · 
2000 · 
2001 · 
2002 · 
2003 · 
2004 · 
2005 · 
2006 · 
2007 · 
2008 · 
2009 · 
2010 · 
2011 · 
2012 · 
2013 · 
2014 · 
2015 · 
2016 · 
2017 ·
2018 ·
2019 ·
2020 ·
2021
Algerije ·
Argentinië ·
Australië ·
Bahrein ·
België ·
Bolivia · 
Brazilië ·
Canada ·
Chili ·
China · 
Costa Rica ·
Cuba ·
DDR ·
Duitsland ·
Ecuador ·
Egypte ·
El Salvador ·
Engeland ·
Finland ·
Frankrijk ·
Griekenland ·
Guatemala · 
Haïti ·
Honduras ·
Hongarije ·
Hongkong ·
Ierland ·
Irak ·
Israël ·
Ivoorkust ·
Jamaica ·
Japan ·
Joegoslavië ·
Jordanië ·
Kameroen ·
Koeweit · 
Liberia · 
Marokko ·
Mexico ·
Montenegro ·
Nederland ·
Nederlandse Antillen ·
Nicaragua ·
Nieuw-Zeeland · 
Nigeria ·
Noord-Ierland ·
Noorwegen ·
Panama ·
Paraguay ·
Peru ·
Polen ·
Puerto Rico ·
Qatar ·
Roemenië ·
Saoedi-Arabië ·
Schotland ·
Senegal ·
Servië ·
Slovenië ·
Slowakije ·
Sovjet-Unie ·
Spanje ·
Trinidad en Tobago ·
Tsjecho-Slowakije ·
Tunesië · 
Turkije · 
Uruguay ·
Venezuela ·
Verenigde Arabische Emiraten · 
Verenigde Staten ·
Zuid-Afrika ·
Zuid-Korea ·
Zweden ·
Zwitserland
Brazilië (2014) ·
Engeland (2018) ·
Griekenland (2014) ·
Ivoorkust (2014) ·
Japan (2014) ·
Japan (2018) ·
Polen (2018) ·
Senegal (2018) ·
Uruguay (2014)
FSF · A-internationals · Selecties · Bondscoaches · Statistieken · Salvadoraans vrouwenelftal ·  
Olympisch elftal · El Salvador U21 · El Salvador U19 · El Salvador U17
1920 – 1929 · 
1930 – 1939 · 
1940 – 1949 · 
1950 – 1959 · 
1960 – 1969 · 
1970 – 1979 · 
1980 – 1989 · 
1990 – 1999 · 
2000 – 2009 · 
2010 – 2019 ·
2020 − 2029
Gold Cup 1991 · 
Gold Cup 1993 · 
Gold Cup 1996 · 
Gold Cup 1998 · 
Gold Cup 2000 · 
Gold Cup 2002 · 
Gold Cup 2003 · 
Gold Cup 2005 · 
Gold Cup 2007 · 
Gold Cup 2009 · 
Gold Cup 2011 · 
Gold Cup 2013
WK 1970 · 
WK 1982
OS 1968
1921 · 
1922–1927 · 
1928 · 
1929 · 
1930 · 
1931–1934 · 
1935 · 
1936–1937 · 
1938 · 
1939–1940 · 
1941 · 
1942 · 
1943 · 
1944–1945 · 
1946 · 
1947 · 
1948 · 
1949 · 
1950 · 
1951–1952 · 
1953 · 
1954 · 
1955 · 
1955–1960 · 
1961 · 
1962 · 
1963 · 
1964 · 
1965 · 
1966 · 
1967 · 
1968 · 
1969 · 
1970 · 
1971 · 
1972 · 
1973 · 
1974 · 
1975 · 
1976 · 
1977 · 
1978 · 
1979 · 
1980 · 
1981 · 
1982 · 
1983 · 
1984 · 
1985 · 
1986 · 
1987 · 
1988 · 
1989 · 
1990 · 
1991 · 
1992 · 
1993 · 
1994 · 
1995 · 
1996 · 
1997 · 
1998 · 
1999 · 
2000 · 
2000 · 
2001 · 
2002 · 
2003 · 
2004 · 
2005 · 
2006 · 
2007 · 
2008 · 
2009 · 
2010 · 
2011 · 
2012 · 
2013 ·
2014 ·
2015 ·
2016 ·
2017 ·
2018 ·
2019 ·
2020 ·
2021 ·
2022 ·
2023
Amerikaanse Maagdeneilanden ·
Anguilla ·
Antigua en Barbuda ·
Argentinië ·
Armenië ·
Aruba ·
Barbados ·
België ·
Belize ·
Bermuda ·
Bolivia ·
Brazilië ·
Canada ·
Chili ·
China ·
Colombia ·
Costa Rica ·
Cuba ·
Curaçao ·
Dominicaanse Republiek ·
Ecuador ·
Estland ·
GOS ·
Grenada ·
Griekenland ·
Guatemala ·
Guyana ·
Haïti ·
Honduras ·
Hongarije ·
IJsland ·
Ivoorkust ·
Jamaica ·
Japan ·
Joegoslavië ·
Kaaimaneilanden ·
Mexico ·
Moldavië · 
Montserrat ·
Nederlandse Antillen ·
Nicaragua ·
Nieuw-Zeeland ·
Panama ·
Paraguay ·
Peru ·
Puerto Rico ·
Qatar ·
Rusland ·
Saint Kitts en Nevis ·
Saint Lucia ·
Saint Vincent en de Grenadines ·
Sovjet-Unie ·
Spanje ·
Suriname ·
Trinidad en Tobago ·
Venezuela ·
Verenigde Staten ·
Zuid-Korea